# チャンセン駅
チャンセン駅（チャンセンえき、タイ語:สถานีรถไฟจันเสน）は、タイ王国北部ナコーンサワン県タークリー郡にある、タイ国有鉄道北本線の駅である。

## 概要
チャンセン駅はタイ王国北部ナコーンサワン県の人口約15万人が暮らすタークリー郡にある。クルンテープ駅より173.86km地点に位置し、快速列車利用で3時間20分程度である。町の中心部よりやや北側にあり、駅の正面側（南西側）が、市街地である。
二等駅で1日当たり上り（バンコク方面）7列車、下り（チエンマイ方面）8列車が発着し、上りの2列車（快速列車）、下りの3列車（快速列車）を除く全ての列車が普通列車である。また当駅を含むロッブリー駅より終点チェンマイ駅までは、単線区間である。

## 歴史
1897年3月26日にタイ官営鉄道最初の区間が、クルンテープ駅 - アユタヤ駅間に開業した。1900年12月21日に当初計画のナコンラチャシーマ駅まで完成した。この頃北本線をチエンマイまで整備する事なり、少しずつ延伸開業の後1905年10月31日にパークナムポー駅まで完成し、これに伴い当駅も開業した。当駅開業の約16年後の1922年1月1日に、チエンマイ駅までの全通完成を見た。
- 1897年3月26日 【開業】クルンテープ駅 - アユタヤ駅 (71.08km)
- 1897年5月1日  【開業】アユタヤ駅 - バーンパーチー駅 (18.87km)
- 1901年4月1日  【開業】バーンパーチー駅 - ロッブリー駅 (42.86km)
- 1905年10月31日【開業】ロッブリー駅 - パークナムポー駅 (117.75km)

## 駅構造
単式及び島式1面の複合型ホーム2面2線をもつ地上駅であり、駅舎はホームに面している。待避側線と砕石の積み込み側線がある。
北本線の複線化事業を受けて駅舎新築をはじめ拡張工事が完了しており、様相が一変した。